# Archidium laterale
Archidium laterale là một loài rêu trong họ Archidiaceae. Loài này được Bruch mô tả khoa học đầu tiên năm 1846.